# Epilachna
Epilachna är ett släkte av skalbaggar. Epilachna ingår i familjen nyckelpigor.
Kladogram enligt Catalogue of Life:
| Epilachna | \| \| Epilachna borealis \| \| \| \| \| \| Epilachna tredecimnotata \| \| \| \| \| \| Epilachna varivestis \| \| \| \| |
|           | \| \| Epilachna borealis \| \| \| \| \| \| Epilachna tredecimnotata \| \| \| \| \| \| Epilachna varivestis \| \| \| \| |
|           | Epilachna borealis |
|           | |
|           | Epilachna tredecimnotata                                                                                               |
|           | |
|           | Epilachna varivestis                                                                                                   |
|           | |

## Bildgalleri

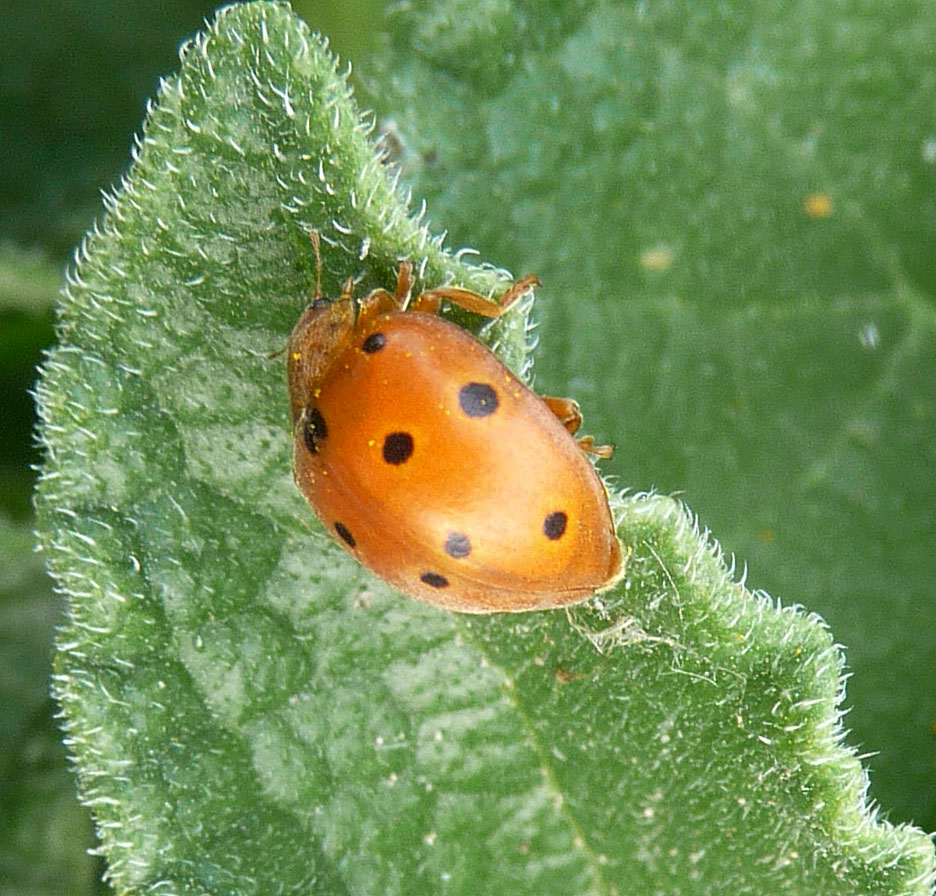
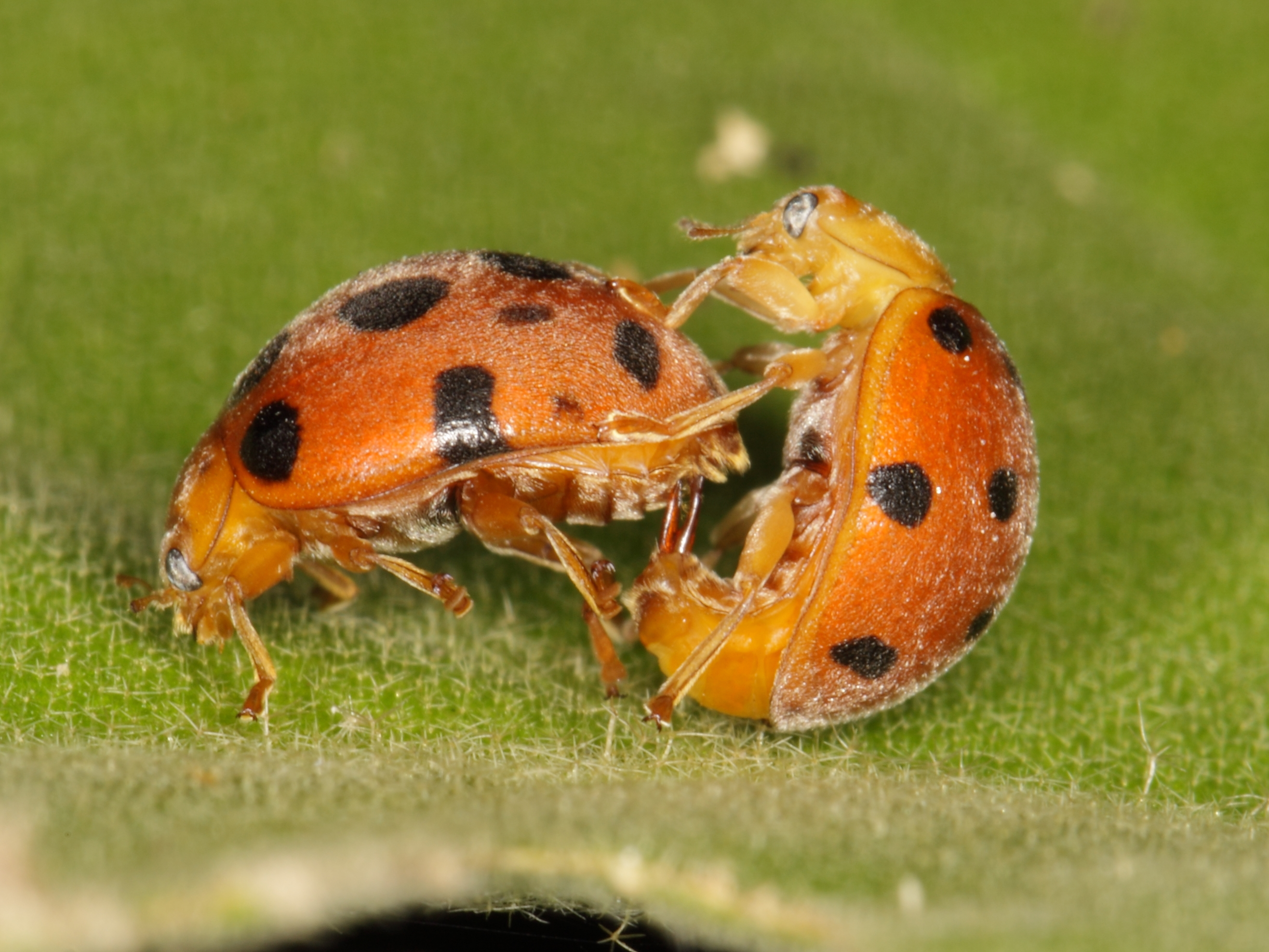